# 陳懋烈
陳懋烈（？—？），號芍亭，中國清朝官員，湖北人。
舉人出身。同治元年（1862年）擔任福建臺灣府知府，同治二年（1863年）任按察使銜分巡台灣兵備道。